# Незапертая дверь
Неза́пертая дверь — детективный роман Александры Марининой, опубликованный в 2001 году. Продолжает линию, начатую в романе «Тот, кто знает». Первоначальный тираж составил 250 тысяч экземпляров, дополнительный — 60 тысяч, допечатки от 30 тысяч.

## Сюжет
Во время съёмок телесериала происходит убийство водителя съёмочной группы и пропадает жена сценариста Руслана Нильского Яна. Возникает множество версий, требующих отработки, но события принимают неожиданный оборот: Яна возвращается живая и невредимая, и вокруг семьи Нильских начинают происходить странные вещи, под влиянием которых Яна требует от Руслана уехать вместе с ней домой — в Кемерово, откуда они и приехали на съёмки. Все это не проливает никакого света на убийство водителя, но со временем сыщики понимают, что ключ к разгадке всего произошедшего следует искать именно в этом городе

## Отзывы и критика
Ирина Савкина, исследующая развитие образа Насти Каменской, пишет, что Каменская обретает себя «через страхи и травмы, опыт взросления/старения … и это оказывается возвратом в хорошо известные границы „женской сущности“: …она становится нежной и страстной женой („Призрак музыки“), … хозяйкой и кулинаркой („Незапертая дверь“), чувствительной и даже плаксивой („Соавторы“), пассивной ученицей („Закон трёх отрицаний“)».
«Герои новой сюжетной линии, начатой Марининой в двухтомной саге „Тот, кто знает“, уже не могут справиться самостоятельно со свалившимися на них проблемами и вынуждены прибегнуть к помощи непобедимой Анастасии», — пишет обозреватель «Независимой газеты» — «Но и Железная Настя уже не та. Феминистический рай сменился унылой реальностью, в которой нет места ни высокому, ни необычайному — а стало быть, и писать о ней нечего.»

## Экранизация
Роман экранизирован в четвёртом сезоне телесериала «Каменская» («Двойник», 4 серии).